# Pierre de Coulevain
Pierre de Colevain (Bordeaux, 9 de abril de 1853 – Boulogne - Billancourt, 16 de março de 1927) foi o principal pseudônimo usado pela escritora francesa Jeanne Philomène Laperche.

## Biografia
Os pais de Jeanne eram hoteleiros, na rua Douane. Em 1879, sua mãe, Madame Laperche, viúva, mudou-se para Paris, com sua filha Jeanne Philomène e seu filho Paul, advogado no Tribunal de Recursos. Em 1882, Philomène casou com Jean Fernand Lafargue, um amigo de Bordeaux, que viera à capital para fazer carreira literária. Ele foi jornalista na Câmara dos Deputados e romancista, sendo posteriormente Secretário e Vice-Presidente da “Société de Gens de Lettres” (Sociedade de Homens de Letras) entre 1893 e 1903, data em que ele morreu.
Em 1898, Philomène publicou, sob o pseudônimo de Hélène Favre de Coulevain seu primeiro romance, “Noblesse américaine”, que em 1899 recebe o prêmio Montyon.
Em 1901 escreve seu segundo romance, “Ève victorieuse”, sob o pseudônimo de Pierre de Coulevain, que acaba usando definitivamente. Esse romance lhe deu o segundo prêmio Montyon.
Em 1903, após a morte de seu marido e de sua mãe, e a partida de seu filho René, admitido na École Forestière de Nancy, Pierre de Coulevain decide viajar e viver livremente, e um pouco mais tarde, em 1904, escreve seu terceiro romance, “Sur la branche”.
Em 1906, escreve “L'Île inconnue”, Segundo ela seu diário, escrito em sua estadia de vários meses na Inglaterra. Em 1908, com “Ève victorieuse”, é a Suíça que é longamente evocada.
Em 1913, “Le Roman merveilleux”, "o romance da terra … em que se desenvolvem os poderes divinos nas profundezas do Infinito". Seu pensamento é marcado, então, pela teosofia.
Os romances de Pierre de Coulevain são em forma autobiográfica, o que é perturbador para o leitor, que acaba por confundir o personagem e o escritor. Assim, no final de “Roman Merveilleux”, faz morrer, na Suíça o autor Pierre de Coulevain, ocasionando com isso vários erros biográficos futuros.
Seu filho René foi morto durante a guerra de 1914-1918, deixando uma jovem viúva e duas pequenas filhas gêmeas. A partir desta data, não publica mais nada, além de um livro infantil, “L'Épreuve de Georges”.
Pierre de Coulevain fez parte do júri do prêmio “Fémina”, desde a sua criação em 1904 até a década de 1920.

## Obras
- “Noblesse américaine”, 1898
- “Ève victorieuse”, 1901 (Paris : Calmann-Lévy, 1900. 390 p.)
- “Sur la branche”, 1904
- “L'Île inconnue”, 1906
- “Ève victorieuse”, 1908
- “Le Roman merveilleux”, 1913
- “L'Épreuve de Georges”, livro infantil

## Pierre de Coulevain em língua portuguesa
- Nobreza Americana (Noblesse américaine), 1934, Coleção Biblioteca das Moças, pela Companhia Editora Nacional,[4] Brasil
- Eva Triunfante (Ève victorieuse), Livraria Francisco Alves, Brasil
- A Ilha Desconhecida (L'Île inconnue), Editora Imprensa Civilização, Porto, Portugal, 1927, 352 p.
- Na Incerteza (Sur la blanche), Editora Flores e Mano, 1930
- Na Incerteza (Sur la blanche), Livraria Moura, 1931, tradução de Jorge Gonçalves
- Na Incerteza (Sur la blanche), Editora Minerva, Rio de Janeiro